# Jones M. Withers
Jones M. Withers (Madison County (Alabama), 12 januari 1814 - Mobile (Alabama), 13 maart 1890) was tijdens de Amerikaanse Burgeroorlog een generaal in het leger van de Geconfedereerde Staten van Amerika. Naast zijn militaire loopbaan was hij een advocaat, politicus en zakenman.

## Vroege jaren
Withers werd geboren op 12 januari 1814 in Huntsville, Alabama. Zijn vader, John Wright Withers, was een plantage-eigenaar uit Virginia en gehuwd met Mary Herbert Jones. Withers liep school aan de Greene Academy in  zijn geboorteplaats. In 1831 werd hij toegelaten tot de United States Military Academy in West Point, New York. Na zijn opleiding werd hij op 1 juli 1835 benoemd tot gebrevetteerd tweede luitenant bij het 1st U.S. Dragoons. Withers werd naar Fort Leavenworth in Kansas gestuurd. Op 5 december van het volgende jaar nam hij ontslag. 
Na zijn ontslag uit het leger was hij werkzaam als advocaat in Alabama. In 1836 werd hij lid van de lokale militie en zette zijn eerste stappen in de katoenhandel. Op 12 januari 1837 trad hij in het huwelijk met Rebecca Eloise Forney. Het koppel zou tien kinderen krijgen. Het jaar daarna werd hij toegelaten tot de balie. Toen de Mexicaans-Amerikaanse Oorlog uitbrak, werd Withers op 3 maart 1847 benoemd tot luitenant-kolonel in het 13th U.S. Infantry. Withers werd al snel bevorderd tot kolonel op 13 september en kreeg het bevel over het 9th U.S. Infantry toegewezen. Op 23 mei 1848 nam hij ontslag uit het leger.
Hij keerde na de oorlog terug naar Alabama en hervatte zijn activiteiten als koopman en handelaar. Withers bouwde ook een politieke loopbaan uit waarbij hij eerst diende in het parlement van Alabama. In 1855 werd hij verkozen in het Huis van Afgevaardigden. Tussen 1858 en 1861 was Withers ook burgemeester  van Mobile, Alabama. 

## Loopbaan tijdens de Amerikaanse Burgeroorlog
Toen de Amerikaanse Burgeroorlog uitbrak in 1861, volgde Withers de keuze van zijn thuisstaat Alabama voor de Zuidelijke  zaak en nam dienst in het Confederate States Army. Op 28 april werd hij benoemd tot kolonel in het 3rd Alabama Infantry. In mei diende Withers als bevelhebber van het Department of Norfolk. Op 10 juli werd hij benoemd tot brigadegeneraal en werd hij naar het westelijk front gestuurd.

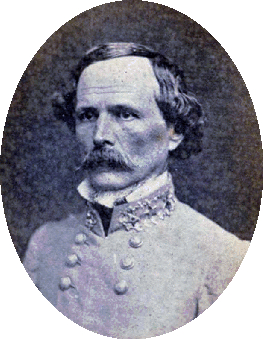
Withers tijdens de burgeroorlog

Van 12 september 1861 tot 27 januari 1862 voerde Withers het bevel over het District of Alabama. Op 27 januari werd zijn district gereorganiseerd tot het Army of Mobile. Enkele weken later op 29 maart werd dit leger opgenomen in het Army of Mississippi als de 2de divisie van het II korps. Withers nam deel aan de Slag bij Shiloh op 6 april en werd bevorderd tot generaal-majoor. Hij nam het bevel op zich van het reservekorps van het Army of Mississippi.
Op 20 november 1862 kreeg het Army of Mississippi een nieuwe naam, namelijk het Army of Tennessee. Withers kreeg opnieuw het bevel over zijn 2de divisie die met onderscheiding vocht tijdens de Slag bij Stones River tussen 31 december 1862 en 2 januari 1863.
Op 13 juli 1863 werd Withers naar Alabama gestuurd. Hij kreeg het bevel over het District of North Alabama in het Department of Alabama, Mississippi en East Louisiana. Hij oefende deze functie uit  van 6 februari tot 27 juli 1864. Vanaf 30 april tot 4 mei 1865 nam Withers het bevel op zich over de reserve-eenheden in Alabama. Na het einde van de oorlog werd Withers op 11 mei 1865 gedemobiliseerd.

## Latere jaren
Na de oorlog hernam Withers zijn loopbaan als advocaat en katoenhandelaar. Hij was hoofdredacteur van de Tribune, de lokale krant in Mobile. In 1867 werd hij kort opnieuw burgemeester van zijn thuisstad. Tussen 1878 en 1879 werd hij benoemd tot penningmeester  Withers overleed in 1890 en werd bijgezet in het Magnolia Cemetery in Mobile.

## Militaire loopbaan
- Cadet United States Military Academy: 1 juli 1831 - 1 juli 1835[12]
- Brevet Second Lieutenant, 1st Dragoons: 1 juli 1835[12]
- Ontslag genomen USA: 5 december 1835[12]
- Herbenoemd in het U. S. Army met de rang van Lieutenant Colonel, 13th Infantry: 9 april 1847[12]
- Colonel, 9th Infantry: 13 september 1847[12]
- Ontslag genomen USA: 23 mei 1848[12]
- Colonel (CSA): 28 april 1861
- Brigadier General (CSA): 10 juli 1861[13]
- Major General (CSA): 6 april 1862[14]